# Cynosurus balansae
Cynosurus balansae là một loài thực vật có hoa trong họ Hòa thảo. Loài này được Coss. & Durieu mô tả khoa học đầu tiên năm 1854.